# A (слово латинице)
A је прво слово латинице, такође је ознака за ниски самогласник средњег реда у фонетици српског језика, као и већем броју других језика и користи се као ознака за ампер.

## Историја
Слово А је почело као египатски хијероглиф воловске главе, да би се кроз векове развило у А какво данас познајемо.
| Египатски хијероглиф воловске главе | Прото семитска воловска глава | Феничко aleph | Грчко Alpha | Етрурско A | Римско A |
| ----------------------------------- | ----------------------------- | ------------- | ----------- | ---------- | -------- |
| Египатски хијероглиф воловске главе | Прото семитска воловска глава | Феничко alef  | Грчко alpha | Етрурско A | Римско A |

| Савремено Римско А | Савремено Курзив А | Савремено Писано А | Сигнално наутичко А - ICS Alpha | Брајева абецеда А | Абецеда глувонемих А |
| ------------------ | ------------------ | ------------------ | ------------------------------- | ----------------- | -------------------- |
| Савремено Римско А | Савремено Курзив А | Савремено Писано А | Сигнално наутичко А             | Брајева абецеда А | Абецеда глувонемих А |